# Communalia
Communalia è il termine, derivato dalle espressioni usate nei documenti medioevali in Italia, indicante i terreni sui quali ogni componente di una determinata comunità, secondo regole tramandate da secoli, aveva il diritto di esercitare un godimento, come quello del pascolo, della coltivazione o dell'uso civico di legnatico.

## Storia
Nell'Italia meridionale il feudo è una istituzione relativamente tardiva, introdotta dai Normanni e dagli Svevi, che ebbero l'accortezza di non comprimere gli antichi diritti collettivi delle popolazioni originarie del luogo. Nell'Italia settentrionale si sentiva, invece, il modello tedesco della proprietà collettiva della gens sui terreni con un istituto misto tra il demanio e la proprietà collettiva, ma disgiunta da vincoli feudali.
Con l'illuminismo, tuttavia si avviò un processo di eliminazione delle proprietà collettive, sentite come un istituto tipico di quando la popolazione era scarsa e la terra abbondante. La spinta di una emergente borghesia agraria che mirava ad uno sfruttamento più moderno e razionale dei terreni agricoli, aveva spinto in questa direzione.
- Nel ducato di Milano, editti di Giuseppe II e Maria Teresa avevano disposto, il 23 agosto 1770 e il 14 marzo 1775, la suddivisione di molti pascoli comunali tra i comunisti[1], mentre i boschi rimanevano indivisi con un limitato diritto di legnatico per le popolazioni locali.
- In Piemonte, una legge rimasta senza effetto per l'invasione francese aveva abolito i diritti di pascolo e di fida (1797), ma il nuovo governo con la legge del 14 marzo 1799 aveva di nuovo stabilito la divisione dei beni comunali.
- Nel Veneto,  vigeva l'antico istituto del pensionatico, ma un provvedimento del 1793 imponeva al magistrato preposto di esaminare tutti i casi in cui esso era dannoso allo sviluppo agricolo.
- In Toscana il granduca Leopoldo abolì tutti i vincoli che gravavano sulle proprietà private in Maremma.
- Nello Stato Pontificio, il papa Pio VII stabilì il principio della possibilità di affrancare le servitù di pascolo, legnatico.
- Nel Regno di Napoli le leggi del 1806  abolirono in genere le servitù e disposero anche la divisione delle terre, con l'assegnazione per una quota agli ex feudatari e, per l'altra ai comuni, con possibilità di suddividerle in quote da sorteggiare.

## L'uso attuale
I non molti istituti che sono sopravvissuti di proprietà collettive che si denominano tuttora comunalia vedono la loro collocazione con una certa fatica nell'ambito del diritto moderno, tutto basato sulla proprietà. Una interessante sentenza della Corte Costituzionale ha negato l'incostituzionalità della norma che assoggettava ad imposta i communalia a differenza dei demani comunali, sottolineando, perciò la differenza tra i due istituti.